# صندوق تنتالوس

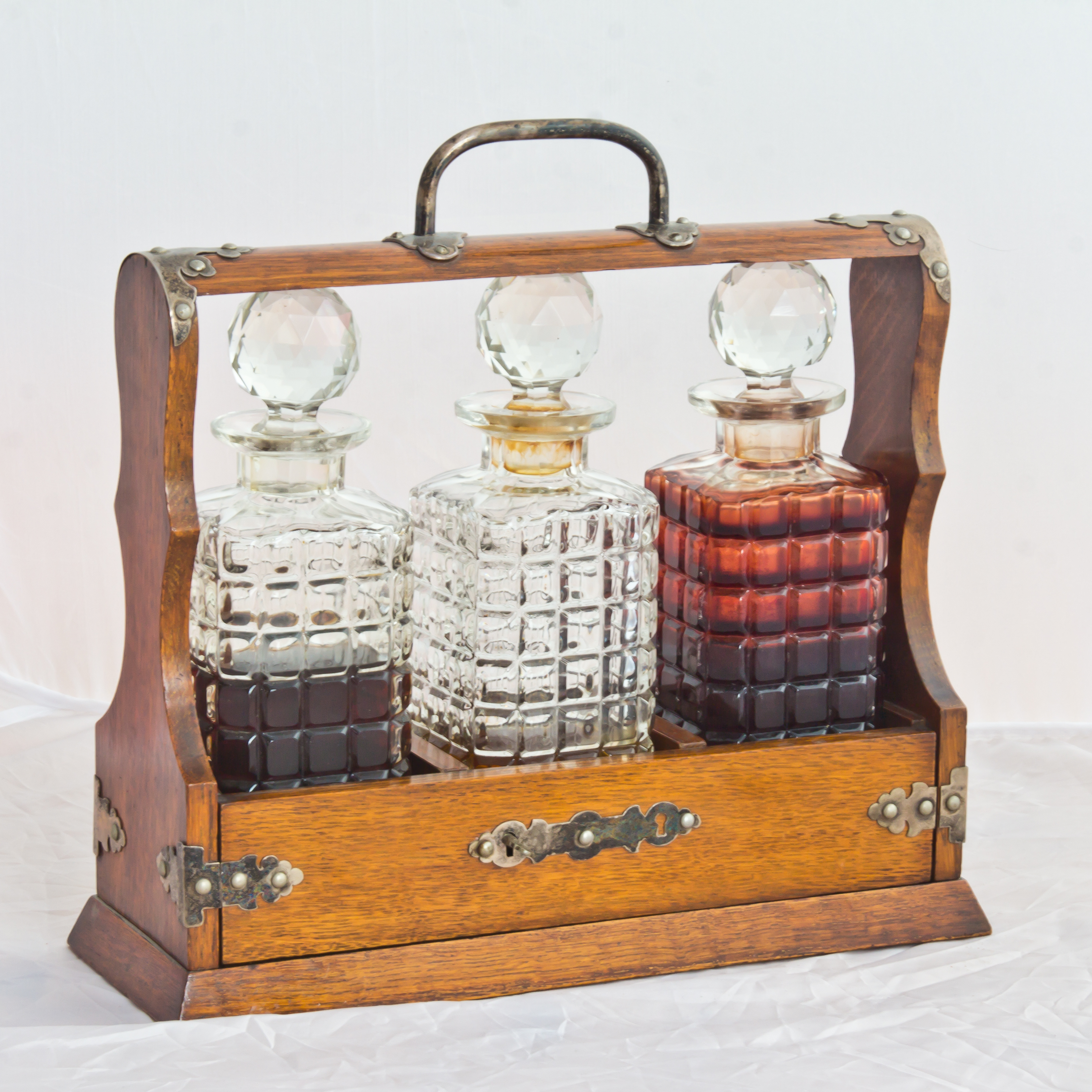

علبة تنتالوس (بالانجليزيه Tantalus Cabinet)، هي عبارة عن صندوق خشبي صغير، يستخدم لحفظ عبوتين أو ثلاثة من زجاجات الخمور.
يتميز هذه الصندوق بقفل ومفتاح، والهدف من وجود القفل والمفتاح هو منع الأشخاص غير المرغوبين من شرب المحتويات كالخدم والأطفال الصغار، في حين أنه يمكن رؤية المحتوى من الخارج بفضل واجهة الصندوق الشفافة. وينسب الاسم إلى  الشخصية اليونانية الأسطورية الملك «تنتالوس»
وترجع براءة الاختراع الأساسية لعام"1881"، حيث حصل جورج بيتجامان على براءة الاختراع في المملكة المتحدة، وتصنع في هولندا.

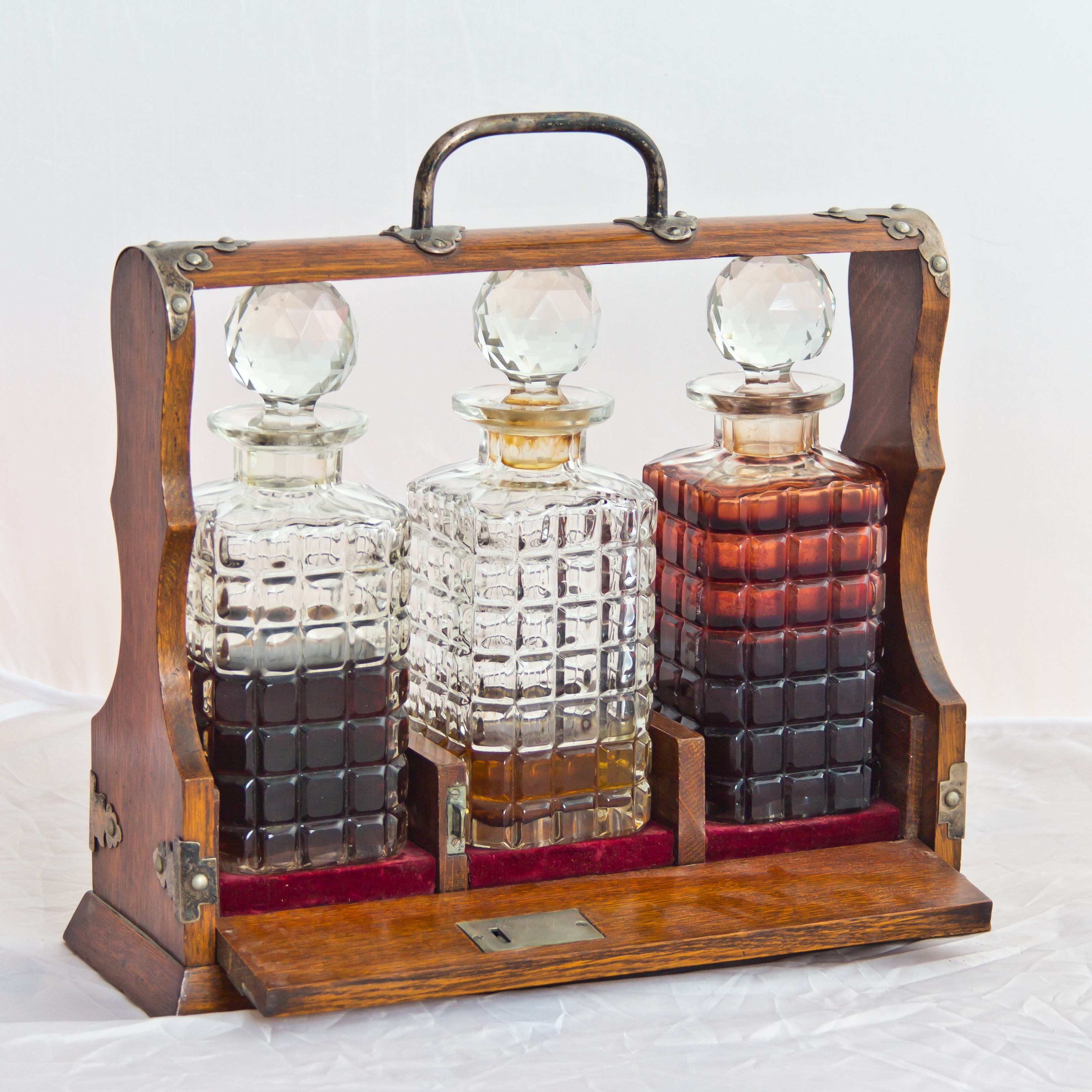

أقامت شركة بتجامان وأبناؤه ورش عمل بمدينة لندن في ثلاثينيات القرن 19  لصناعة هذه  الحاويات المخصصة. يوجد عدد قليل محفوظ جيداً من تلك الصناديق التي صنعت في شركة بتجامان، وهي عادةً ما تُباع في المزادات العلنية بأسعار مرتفعة قد تبلع آلاف الدولارات الأمريكية.